# Отравление цианидами
Отравление цианидами — острая интоксикация, возникшая вследствие попадания в организм цианистых соединений в опасных количествах. 
В конце XIX и начале XX веков цианиды активно использовались для борьбы с насекомыми, в военных целях, для осуществления казней, а также в криминальных целях (преступниками для убийств). На цианидах был основан печально известный «Циклон Б», применявшийся нацистами в лагерях смерти для массовых убийств.

## Механизм действия
Анионы синильной кислоты образуют комплексы с ионами двухвалентного железа окисленной цитохромоксидазы, тем самым выводят её из окислительной цепи. Это прерывает цепочку переноса электронов в системе цитохромов а-а3, что приводит к блокаде переноса кислорода в ткани и вызывает цитотоксическую тканевую гипоксию.
Малые дозы цианидов нейтрализуются находящимися в организме глюкозой и аминокислотами цистеином и глутатионом. Глюкоза и другие сахара реагирует с анионом синильной кислоты с образованием циангидринов. Цистеин и глутатион, легко отщепляющие серу, нейтрализуют циангруппу.

## Этиология
Отравление цианидами вероятно в следующих случаях:
- при аварийных выбросах с промышленных предприятий;
- при пожарах и горении азотосодержащих материалов;
- при намеренном использовании для убийства человека или суицида;
- при пероральном приёме «Лаэтрила» и прочих "противо-опухолевых препаратов".

## Классификация
| Тяжесть               | Концентрация яда в воздухе, необходимая для отравления | Возможные причины | Проявление и симптомы |
| --------------------- | ------------------------------------------------------ | --- | --- |
| Лёгкая форма          | от 0,005 мг/л до 0,02 мг/л                             | Вследствие пребывания на слабо заражённой территории (небольшая утечка).                                                                         | Общее ухудшение самочувствия: головная боль, головокружение, тошнота и рвотные позывы, повышенное давление или тахикардия, психомоторное возбуждение. |
| Форма средней тяжести | от 0,02 мг/л до 0,06 мг/л                              | Долгое нахождение на заражённой территории, горении азотосодержащих веществ или пероральный приём «Лаэтрила» («Амигдалина» или «Витамина B17»).  | Умеренные функциональные изменения: ускоренное или углублённое дыхание, нарушение сознания, вплоть до его потери, пониженная оксигенация крови.       |
| Тяжёлая форма         | от 0,05 мг/л до 0,8 мг/л                               | Намеренное отравление (убийство или суицид), авария на предприятии и прочие причины, когда концентрация цианидов достигает 0,5 мг на литр крови. | Отёк лёгких, кома, судороги, потеря реакции на свет, расширение зрачков, брадикардия, гипотензия, высок риск летального исхода через 0.5 - 1 час.     |
| Летальная форма       | от 0,1 мг/л до 0,55 мг/л                               | Пероральный приём объёмом 45-70 мг. | Человек умирает за несколько минут из-за кардио-респираторной остановки.                                                                              |

## Лечение при отравлениях цианидами
Главной целью при лечении отравлений цианидами является поддержание жизни организма вместе с нейтрализацией яда с помощью антидотов.

### Антидотное лечение отравлений цианидом
Антидотами для цианидов являются вещества, высвобождающие серу, метгемоглобинобразователи и вещества, содержащие карбонильную группу (сахара и другие).
- В качестве донатора серы обычно используется 30 % раствор тиосульфата натрия, который в присутствии  кислорода и фермента роданазы реагирует с цианидами с образованием нетоксичных роданидов[1].
- Метгемоглобинобразователи (обычно используют нитрит натрия) образуют из гемоглобина метгемоглобин, который связывает попавший в кровь цианид, благодаря чему цианид не попадает в митохондрии клеточных ядер, где он уничтожит цитохромоксидазу. Побочным действием этого является снижение оксигенации крови и, потенциально, общая гипоксия. Однако общее количество цитохромоксидазы в организме очень мало, а гемоглобин имеется в избытке, что позволяет применять метгемоглобинобразователи для спасения жизни пациента[1].
  - Из-за того, что цианид-ион может отсоединиться от метгемоглобина, одновременно с метгемоглобинобразователем применяется донатор серы, чаще всего используется смесь нитрита натрия и тиосульфата натрия. При этом преимуществом метгемоглобинобразующих антидотов является то, что такая терапия позволяет отщепить циан-ион от   цитохромоксидазы и восстановить работу митохондрий[1].
- В качестве медленного антидота при отравлении цианидами используют 5–40 % растворы глюкозы[1].